# باشگاه فوتبال کایون راکتس
کایون راکتس یک باشگاه فوتبال حرفه‌ای است که در کایون، سنت کیتس و نویس واقع شده است.

## افتخارات
- لیگ برتر سنت کیتس و نویس: ۳ قهرمانی
- جام ملی سنت گیتس و نویس: ۲ قهرمانی